# Francisco Javier Vicente Rico
Francisco Javier Vicente Rico (Gijón, Asturias, España, 27 de enero de 1971), conocido como Javi Rico, es un exfutbolista y director deportivo español.

## Trayectoria

### Como jugador
Jugó en varios equipos de la Segunda División B de España entre 1991 y 2001, debutando en el fútbol profesional en la temporada 2001-2002, con el Club Gimnàstic de Tarragona, al término de la cual se retiró como futbolista. 

### Tras su retirada
Después de abandonar la práctica del fútbol, ejerció como secretario técnico en el Pontevedra Club de Fútbol durante seis años, hasta 2008, cuando se incorporó al Real Zaragoza como encargado de observar jugadores en el sur de Francia, Cataluña y la Comunidad Valenciana. A continuación fue contratado como coordinador de ojeadores por el Real Valladolid Club de Fútbol bajo la dirección deportiva de Roberto Olabe, donde uno de sus colaboradores era Julio Velázquez. Tras su paso por el Real Valladolid ficha por la empresa de representación de futbolistas Promoesport, y, en 2018, vuelve a trabajar con Roberto Olabe, esta vez en la unidad de reclutamiento de la Real Sociedad de Fútbol, ejerciendo de ojeador y realizando informes de posibles objetivos de mercado. En 2020 es contratado por el Real Sporting de Gijón como director deportivo, en sustitución de Miguel Torrecilla, cargo que ocupó hasta el 30 de junio de 2022.

## Clubes

### Como jugador
| Club                        | País   | Año       |
| --------------------------- | ------ | --------- |
| Real Sporting de Gijón "B"  | España | 1991-1993 |
| Unión Popular de Langreo    | España | 1993-1995 |
| Pontevedra Club de Fútbol   | España | 1995-1997 |
| Terrassa Futbol Club        | España | 1997-1999 |
| Pontevedra Club de Fútbol   | España | 1999-2001 |
| Club Gimnàstic de Tarragona | España | 2001-2002 |